# Morfowuni
Morfowuni (gr. Μορφοβούνι) – miejscowość w Grecji, w administracji zdecentralizowanej Tesalia-Grecja Środkowa, w regionie Tesalia, w jednostce regionalnej Karditsa. Siedziba gminy Limni Plastira. W 2011 roku liczyła 485 mieszkańców.